# Tavaster

Historiska Tavastlands emblem.

Tavaster, egenbenämning häme, hämäläiset, var en östersjöfinsk folkstam. De var bosatta bland annat i landskapet som är uppkallat efter dem – Tavastland, beläget i nutida Finland.
Tavasterna kom att få en stor betydelse vid det tidiga Sveriges expansion under medeltiden i nuvarande Finland, antingen som motståndare eller allierade.